# 韦尔盖雷托
韦尔盖雷托是意大利艾米利亚-罗马涅大区弗利-切塞纳省的一个镇，面积117.8平方公里，人口2,017人（2004年）。